# Кизилтауський сільський округ
Кизилта́уський сільський округ (каз. Кызылтау ауылдық округі, рос. Кызылтауский сельский округ) — адміністративна одиниця у складі Баянаульського району Павлодарської області Казахстану. Адміністративний центр — село Жусупбека Аймауитова.
Населення — 1055 осіб (2021; 1442 у 2009, 1859 у 1999, 2257 у 1989).
Станом на 1989 рік існували Жосалинська сільська рада (села Актобе, Акші, Бабали, Єстекбай, Іса, Карашоки, Кизил-Октябр, Кизил-Тау, Кобдик, Мерген, Ракиш, Старий Угольний, ТЕЦ, Угольне, селище База 19) та Лекерська сільська рада (село Лекер). Село Бабали було ліквідовано 2004 року, села Актобе, База 19, Єстекбай, Іса, Карашоки, Кизил-Октябр, Кизилтау, Кобдик, Мерген, Ракиш, Старий Угольний — 2005 року. 2013 року до складу округу була включена територія ліквідованого Лекерського сільського округу.

## Склад
До складу округу входять такі населені пункти:
| Населений пункт            | Старі назви       | Населення, осіб (1989) | Населення, осіб (1999) | Населення, осіб (2009) | Населення, осіб (2021) |
| -------------------------- | ----------------- | ---------------------- | ---------------------- | ---------------------- | ---------------------- |
| Актобе, село               | -                 | 9                      | 4                      | -                      | -                      |
| Акші, село                 | -                 | 251                    | 173                    | 180                    | 117                    |
| Бабали, село               | -                 | 14                     | 14                     | -                      | -                      |
| База 19, село              | -                 | 10                     | 6                      | -                      | -                      |
| Єстекбай, село             | -                 | 20                     | 19                     | -                      | -                      |
| Жусупбека Аймауитова, село | Угольне, Жуантобе | 1143                   | 1026                   | 847                    | 574                    |
| Іса, село                  | -                 | 11                     | 6                      | -                      | -                      |
| Карашоки, село             | -                 | 7                      | 11                     | -                      | -                      |
| Кизил-Октябр, село         | -                 | 10                     | 5                      | -                      | -                      |
| Кизилтау, село             | Кизил-Тау         | 58                     | 8                      | -                      | -                      |
| Кобдик, село               | -                 | 20                     | 7                      | -                      | -                      |
| Лекер, село                | -                 | 444                    | 431                    | 331                    | 294                    |
| Мерген, село               | -                 | 9                      | 16                     | -                      | -                      |
| Ракиш, село                | -                 | 14                     | 6                      | -                      | -                      |
| Старий Угольний, село      | -                 | 107                    | 14                     | -                      | -                      |
| Уйтас, село                | ТЕЦ               | 130                    | 113                    | 84                     | 70                     |